# Guern
Guern é uma comuna francesa na região administrativa da Bretanha, no departamento Morbihan. Estende-se por uma área de 46,97 km². Em 2010 a comuna tinha 1 348 habitantes (densidade: 28,7 hab./km²).